# Аррабіата
Аррабіата (італ. arrabbiata, від італ. arrabbiato — «сердитий») — традиційний італійський гострий соус для заправки макаронних виробів. Батьківщиною арабіатто вважається Центральна Італія (регіон Лаціо).
Для приготування соусу «аррабіата» використовується часник, гострий червоний перець (перець чилі), помідори та оливкова олія. Деякі кулінари також додають в соус базилік.
Соус використовується головним чином для заправки макаронних виробів пенне, рідше — спагеті.
Аррабіата з пенне фігурує в декількох італійських кінофільмах, найбільш відомі з яких — «Рим» Федеріко Фелліні і «Велика жратва» Марко Феррері.

## Приготування
На сковороді або в розігрітому сотейнику швидко (протягом 30 секунд) обсмажується дрібно нарізаний часник. Далі до нього додаються подрібнені перці чилі та обсмажуються 10-15 секунд, після чого все це заливається різаними помідорами (останнім часом — частіше консервовані) і тушкується до загустіння 10-15 хвилин; при цьому додаються сіль, чорний перець та цукор за смаком. Після цього в сковороду/сотейник зазвичай додають макаронні вироби, відварені до стану Al dente, і все перемішується.